# SEAL Team
SEAL Team är en amerikansk dramaserie i krigsmiljö som hade premiär den 27 september 2017. Den sjunde och sista säsongen hade premiär den 11 augusti 2024.

## Handling
Serien kretsar kring ett Navy SEAL-teams professionella och privata liv och följer dem när de skickas på hemliga och farliga uppdrag runt om på jorden.

## Rollista i urval
- David Boreanaz - Jason Hayes
- Max Thieriot - Clay Spenser
- Neil Brown Jr. - Raymond "Ray" Perry
- Jessica Paré - Amanda "Mandy" Ellis
- A. J. Buckley - Percival "Sonny" Quinn
- Toni Trucks - Lisa Davis
- Dylan Walsh - kapten Walch